# 义和 (定远)
32°15′20″N 117°44′33″E / 32.25556°N 117.74250°E

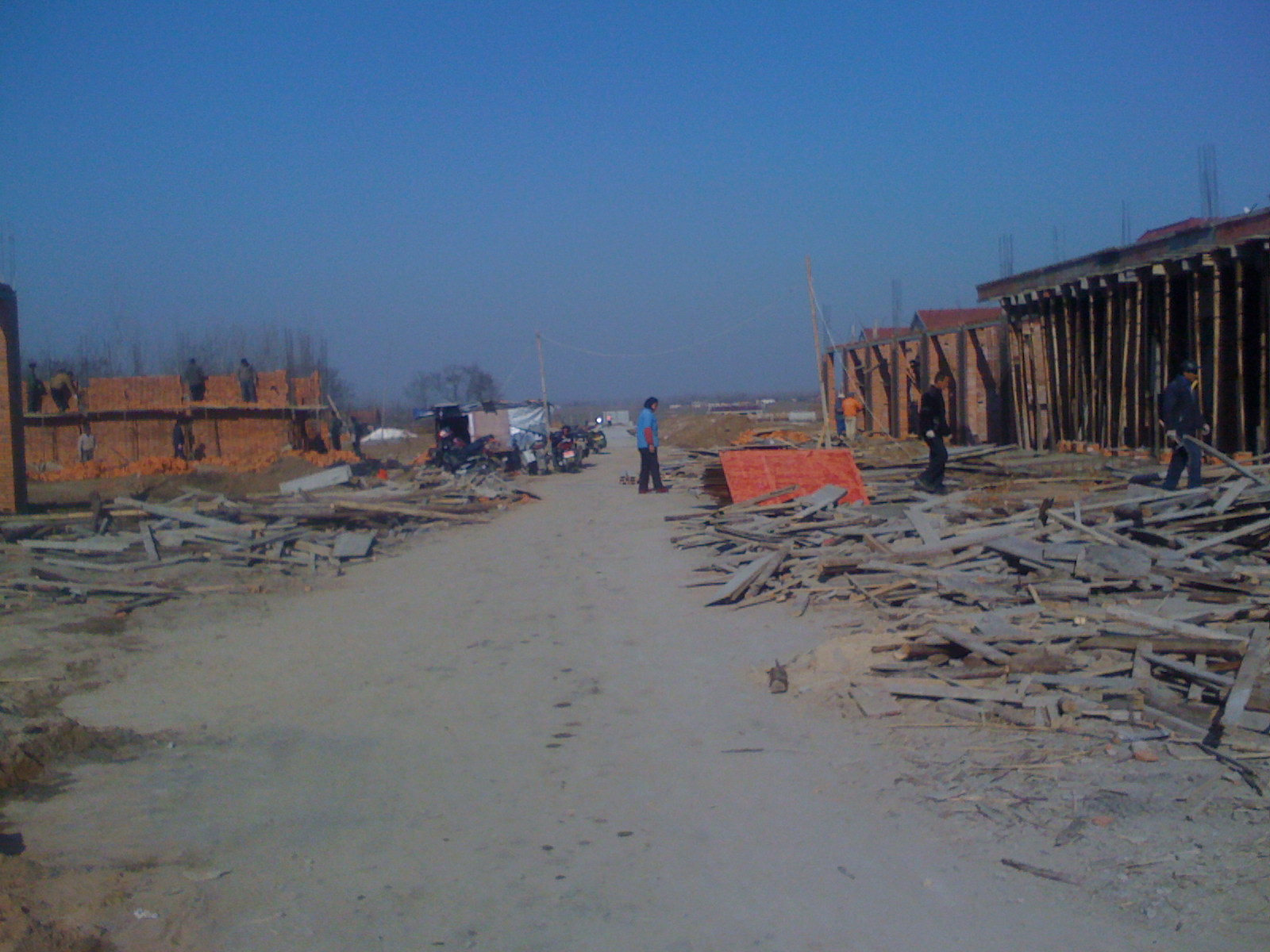
新建中的街道

义和是安徽省定远县一个集镇。人囗1.1万，面积为33.6平方公里。邮政编码233258。位于定远县东南。南与肥东县相接。

## 交通

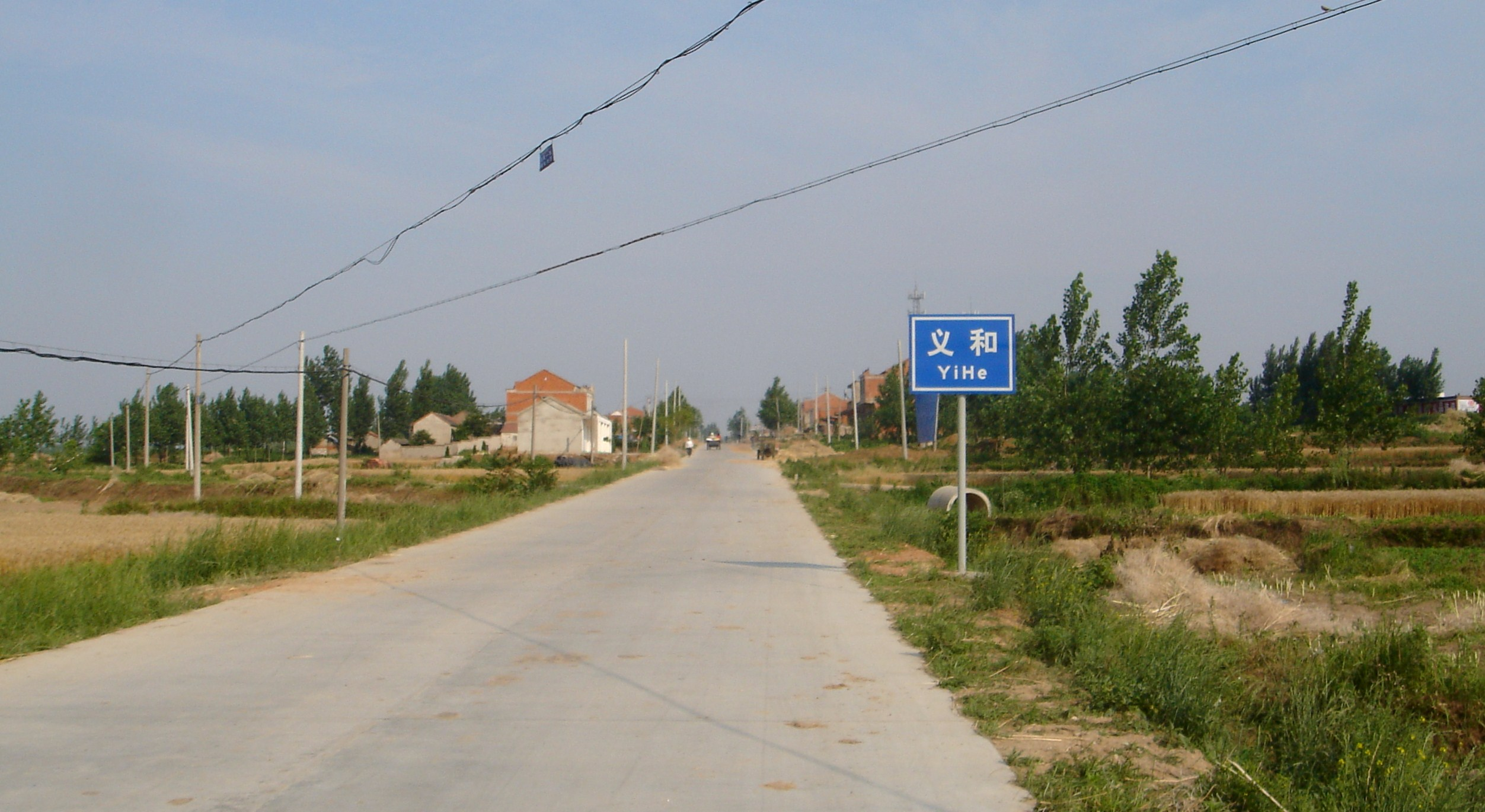
朱滁路义和段

- 定义路，定东乡至义和约33公里的柏油路，县级公路，多年失修，路面坑坑洼洼。
- 朱滁路，长丰县朱巷至滁州市的二级省道东西向贯穿集镇。

## 地理与气候
地处江淮分水岭以北，西边沿池河为平原，东边以丘陵为主，东高西低。亚热带季风气候，雨量适中，光照充足。